# Плишкино (Владимирская область)
Плишкино — упразднённая деревня в Гороховецком районе Владимирской области России.

## География
Урочище находится в восточной части области, в зоне хвойно-широколиственных лесов, вблизи истока реки Серки (левый приток Ингири), на расстоянии 35 километров (по прямой) к юго-востоку от города Гороховец, административного центра района. Абсолютная высота — 112 метров над уровнем моря.

### Климат
Климат характеризуется как умеренно континентальный. Средняя температура воздуха самого холодного месяца (января) — −11,2 °C (абсолютный минимум — −45 °С), средняя температура воздуха самого тёплого месяца (июля) — +18,4 °С (абсолютный максимум — +38 °С). Безморозный период длится около 139 дней. Годовое количество атмосферных осадков составляет около 556 мм, из которых 387 мм выпадает в период с апреля по октябрь. Снежный покров держится в среднем около 149 дней.

## История
В «Списке населенных мест Владимирской губернии по сведениям 1859 года» населённый пункт упомянут как владельческая деревня Гороховецкого уезда, расположенная в 42 верстах от уездного города. В деревне насчитывался 31 двор и проживало 202 человека (94 мужчины и 108 женщин).
По состоянию на 1905 год, в Плишкине имелся 31 двор и проживало 349 человек. В административном отношении деревня входила в состав Гришинской волости.
По данным 1926 года, в деревне имелось 65 крестьянских хозяйств и проживало 338 человек (159 мужчин и 179 женщин). Являлась частью Плишкинского сельсовета Сергиево-Горской волости Вязниковского уезда.
На момент упразднения входила в состав Гришинского сельсовета Гороховецкого района. Упразднена решением облисполкома № 778 от 23 ноября 1983 года как фактически не существующая.